# John Billingsley
John Billingsley, właśc. John Billingsley II (ur. 20 maja 1960, Media w Pensylwanii) – amerykański aktor, występował w roli Phloxa w serialu Star Trek: Enterprise. Grał gościnnie w filmie Gwiezdne wrota. W 2009 wcielił się w rolę profesora Westa w filmie 2012.

## Filmografia

### Filmy
- Biały oleander (2002) jako lekarz
- Wyścig z czasem (2003) jako Chae
- Historia Kopciuszka (2004) jako pan Rothman
- Zombie (2006) jako Langdon
- Człowiek z Ziemi (2007) jako Harry
- 2012 (2009) jako profesor West
- Czerwona linia (2013) jako Sam

### Seriale
- Star Trek: Enterprise jako Phlox
- Czysta krew jako patolog
- Na granicy światów jako profesor Miles Ballard
- Stitchers jako Michell Blair, szef NSA
- Intelligence jako Shenendoah Cassidy
- Lucyfer jako Alvin (odcinek 3.07 Off the Record)